# Średnia geometryczna
Średnią geometryczną {\displaystyle n} dodatnich liczb {\displaystyle a_{1},a_{2},\dots ,a_{n}} nazywamy liczbę:
{\displaystyle G:={\sqrt[{n}]{a_{1}\cdot a_{2}\cdot \ldots \cdot a_{n}}}.}
W szczególności średnia geometryczna liczb {\displaystyle a} i {\displaystyle b} jest równa {\displaystyle {\sqrt {a\cdot b}}.}
Na przykład średnią geometryczną liczb 2, 2, 5 i 7 jest
{\displaystyle G={\sqrt[{4}]{2\cdot 2\cdot 5\cdot 7}}\approx 3{,}44.}
Jest ona szczególnym przypadkiem średniej potęgowej rzędu 0:
{\displaystyle G=\lim _{k\to 0}{\sqrt[{k}]{{\frac {1}{n}}\sum \limits _{i=1}^{n}a_{i}^{k}}}={\sqrt[{n}]{a_{1}\cdot a_{2}\cdot \ldots \cdot a_{n}}}.}
Średnia ta jest stosowana, gdy zmienna ma rozkład logarytmicznie normalny. Istnieje również wariant średniej geometrycznej nazywany ważoną średnią geometryczną.